# Phường 4, Mỹ Tho
Phường 4 là một phường cũ thuộc thành phố Mỹ Tho, tỉnh Tiền Giang cũ, Việt Nam.

## Địa lý
Phường 4 nằm ở trung tâm thành phố Mỹ Tho, có vị trí địa lý:
- Phía đông giáp Phường 1
- Phía tây giáp Phường 5 và Phường 6
- Phía nam giáp phường Tân Long và xã Thới Sơn qua sông Tiền
- Phía bắc giáp xã Đạo Thạnh qua sông Bảo Định.

Phường 4 có diện tích 0,79 km², dân số là 10.408 người, mật độ dân số đạt 19.235 người/km².

## Xã hội
Giáo dục
- Trường tiểu học Thủ Khoa Huân
- Trường tiểu học Lê Quý Đôn.

Chợ
- Chợ Thạnh Trị
- Chợ trái cây sông Bảo Định
- Chợ Hàng Còng

## Văn hóa
- Tượng đài Tết Mậu Thân
- Nhà bia tưởng niệm
- Chùa Dược Sư
- Chùa Phước Long
- Thánh thất Mỹ Tho
- Điện thờ Phật Mẫu Mỹ Tho.
- Nhà thể thao đa năng thành phố Mỹ Tho
- Hồ bơi thành phố Mỹ Tho
- Giếng nước
- Công viên Tết Mậu Thân
- Công viên du thuyền Mỹ Tho
- Bờ kè du thuyền Mỹ Tho.

## Giao thông
Các tuyến đường chính của Phường 4:
- Ấp Bắc
- Lý Thường Kiệt
- Tết Mậu Thân
- Yersin
- Lê Thị Hồng Gấm (Đường tỉnh 864)
- Nam Kỳ Khởi Nghĩa (Đường tỉnh 864)
- Trần Hưng Đạo
- Đống Đa
- Hoàng Sa (đường bờ kè sông Tiền)
- Cầu Thạnh Trị
- Cảng du thuyền Mỹ Tho.

## Hình ảnh

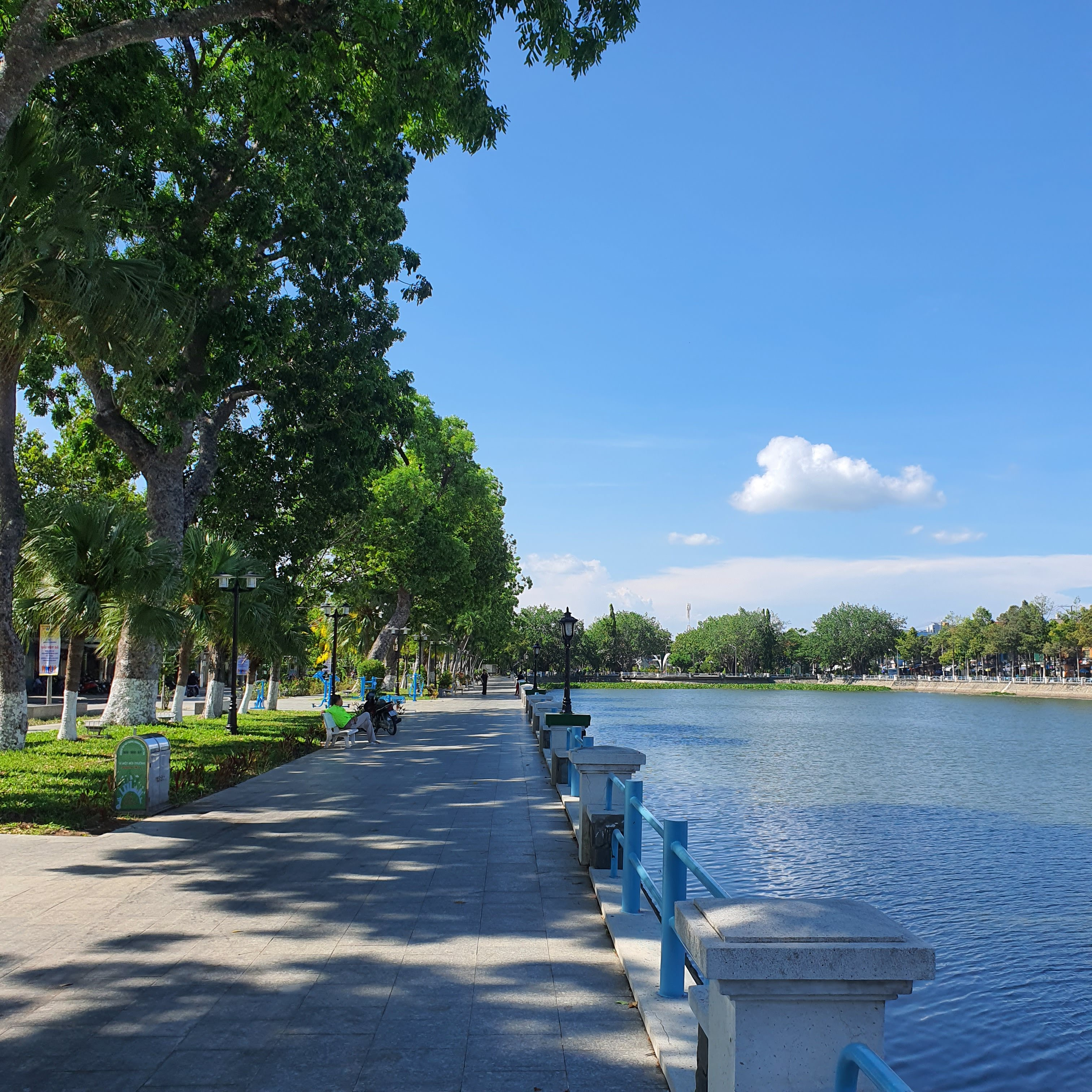
Khu vực đi bộ ở Công viên Giếng nước
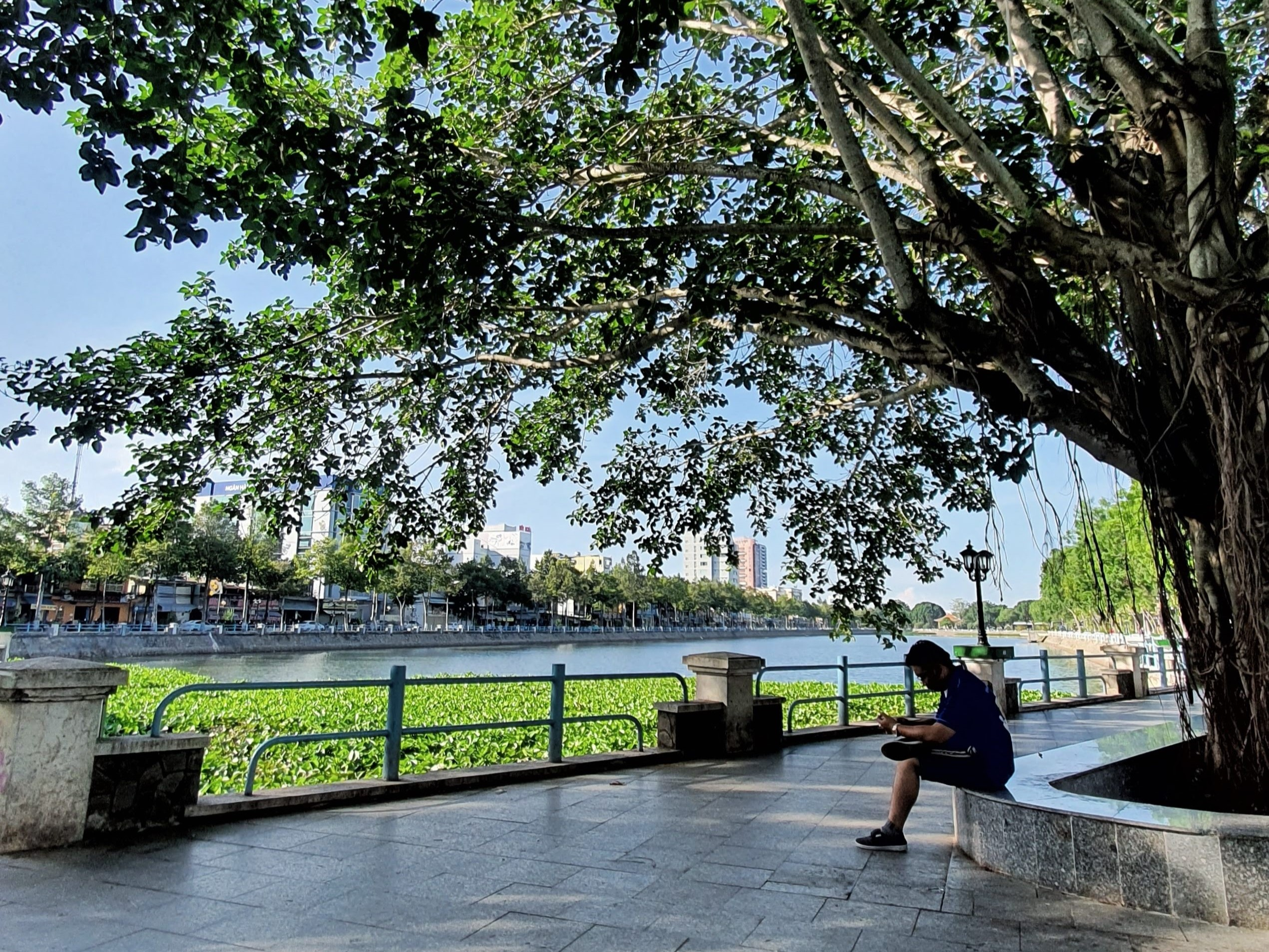
Bóng mát ở Công viên Giếng nước
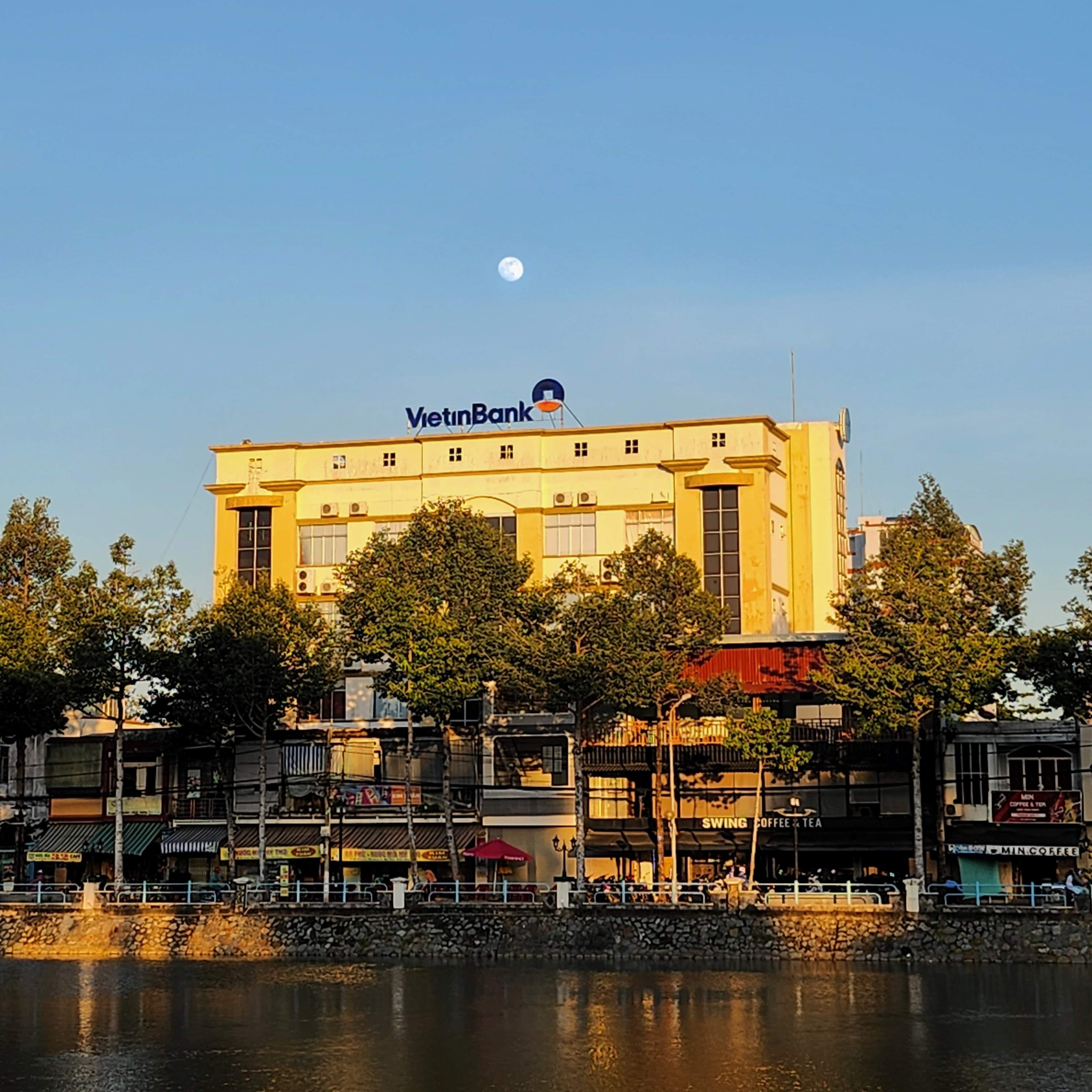
Hoàng hôn và Mặt Trăng tròn ở Công viên Giếng nước
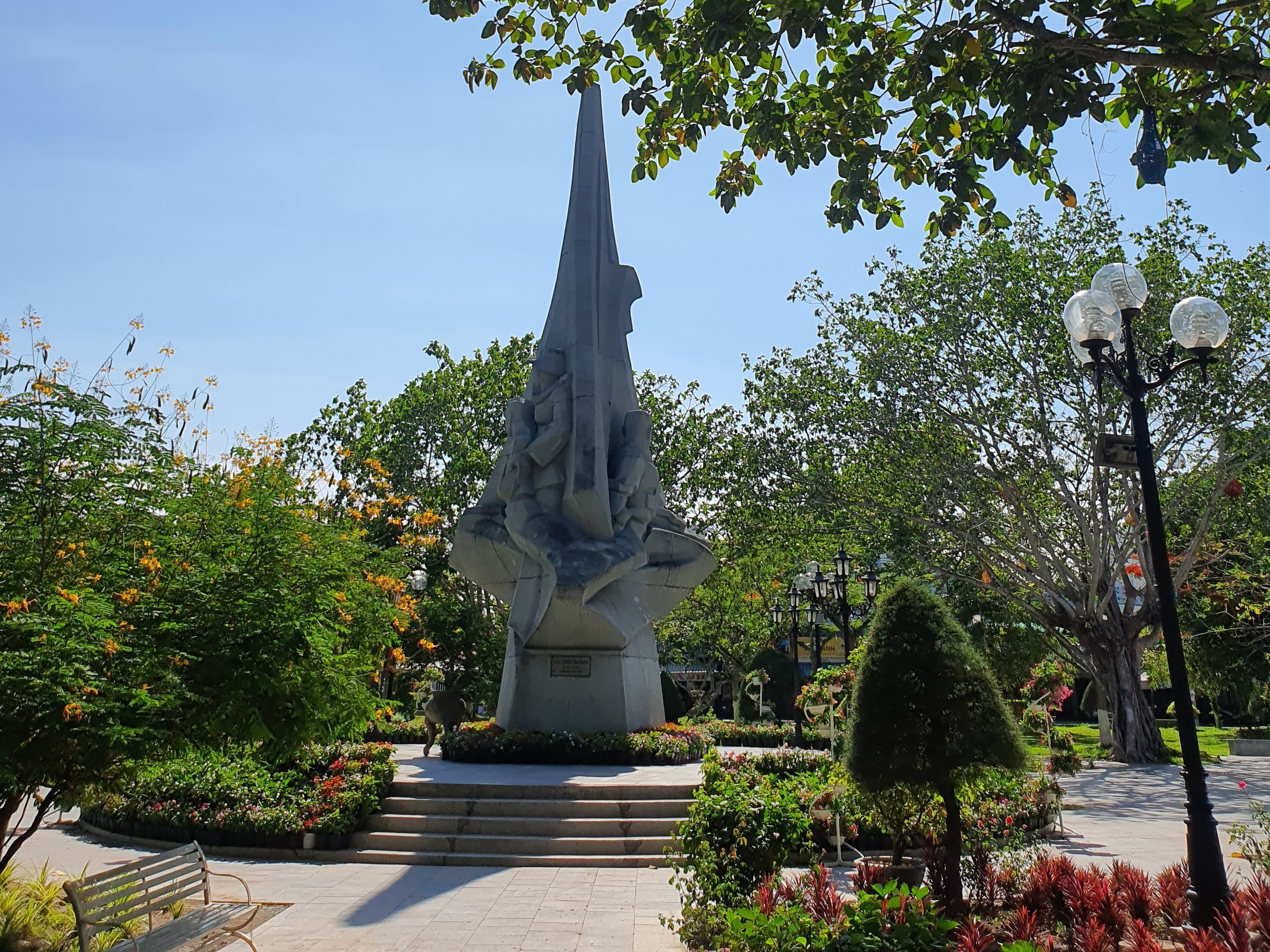
Tượng đài Tết Mậu Thân ở Công viên Tết Mậu Thân
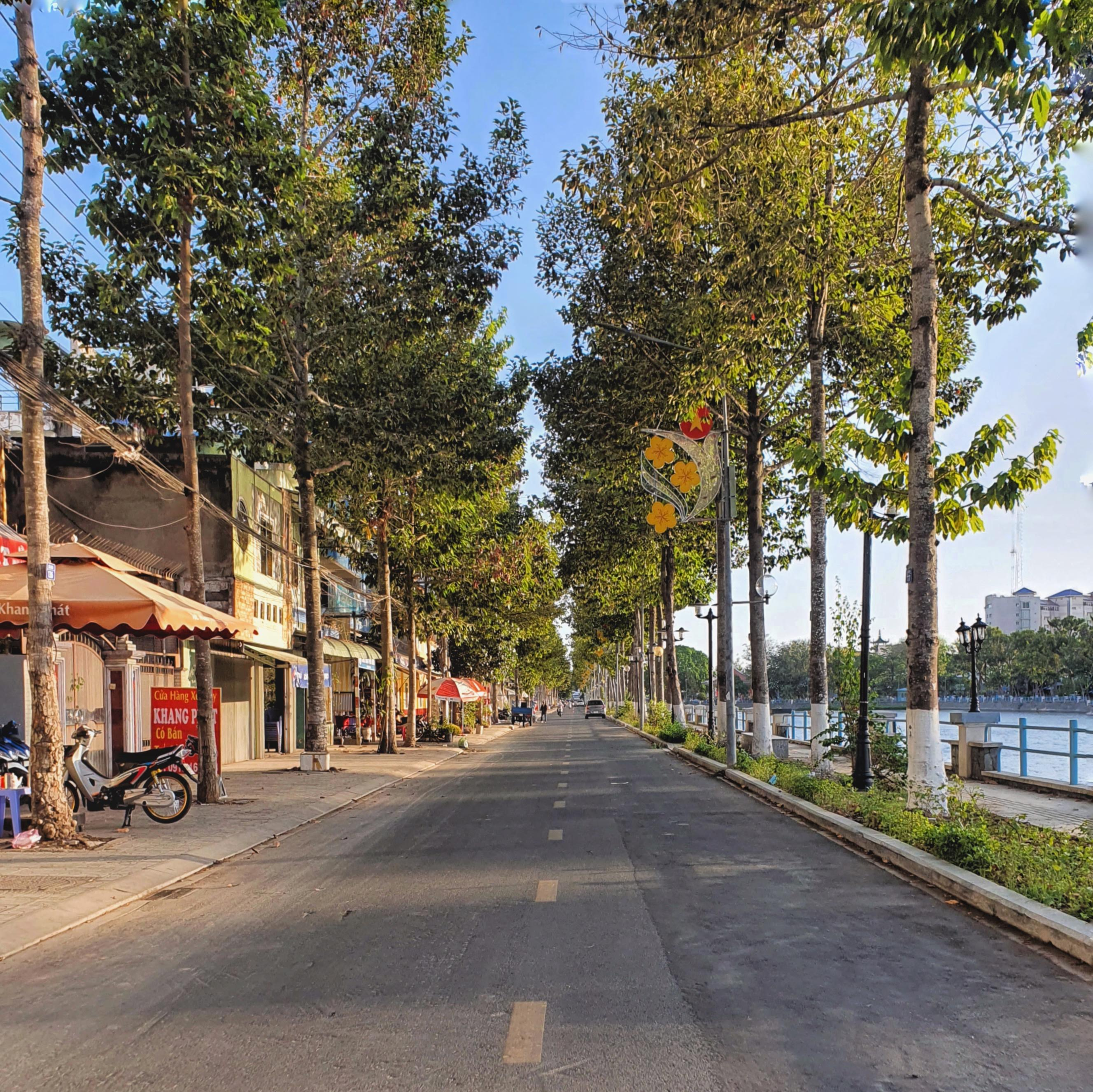
Đường Yersin chạy dọc theo Công viên Tết Mậu Thân